# آگاته فون تراپ
آگاته فون تراپ (آلمانی: Agathe Johanna Erwina Gobertina von Trapp؛ ۱۲ مارس ۱۹۱۳ – ۲۸ دسامبر ۲۰۱۰) یک خواننده اهل اتریش بوده است.